# (6705) Rinaketty
(6705) Rinaketty (1988 RK5) – planetoida z pasa głównego asteroid okrążająca Słońce w ciągu 3,31 lat w średniej odległości 2,22 j.a. Odkryta 2 września 1988 roku.